# Heckscheibenheizung

Typisches Piktogramm

Die Heckscheibenheizung ist ein übliches Ausstattungsmerkmal eines Kraftfahrzeuges. Sie wird in fast allen  Personenkraftwagen serienmäßig eingebaut und wurde Anfang der 1960er Jahre von Heinz Kunert entwickelt.

## Aufbau und Funktion
Die elektrische Heckscheibenheizung kann auf (mindestens) zwei Arten realisiert werden:
- Zum einen können die Heizdrähte von innen auf die Scheibe aufgedruckt werden, das ist eine preisgünstig herzustellende Variante. Hier sind die Heizleitungen durch die Oxidschicht meist rot und etwa 1 bis 2 mm breit und werden von manchen als störend empfunden. Auch sind sie ungeschützt vor Beschädigung durch spitze oder scharfe Gegenstände im Auto. Sie lassen sich aber reparieren, da sie frei zugänglich sind.

Die Heckscheibenheizung der Variante „aufgedruckte Leiterbahnen“ wurde Ende der 1960er Jahre bei der Ford Motor Company entwickelt. In Deutschland fand sie sich schon 1968 an dem Modell P7b. 1974 wurde sie erstmals serienmäßig in die Fahrzeuge der Marke Lincoln eingebaut. Sie besteht aus dünnen, elektrischen Heizleitungen, welche auf der Innenseite der Heckscheibe aufgebracht sind. Durch das Einschalten der Heckscheibenheizung fließt Strom hindurch, wodurch sie sich aufgrund des elektrischen Widerstands erwärmen. Dadurch wird ein Vereisen oder Beschlagen durch Verschieben des lokalen Taupunktes an der Scheibe vermieden. Bei manchen Fahrzeugen dienen die Heizleiter auch als Antenne für das Radio. Schadhafte Stellen bzw. Unterbrechungen in den Heizleitern können bei eingeschalteter Heckscheibenheizung Störungen im Radio verursachen.
Wird eine aufgedruckte Heizleitung unterbrochen, so ist eine Reparatur durch Lack mit darin suspendiertem Silberpulver (Leitlack) möglich.
- Eine andere Variante der Heckscheibenheizung besteht darin, die Drähte nicht aufzudrucken, sondern zwischen den zwei Lagen einer Verbundglasscheibe einzubringen. Diese können hier wesentlich dünner als 1 mm ausfallen und sind daher optisch weniger störend. Nachteilig ist der hohe Herstellungsaufwand und damit der hohe Preis einer solchen Scheibe. Auch lässt sich ein durch Alterung beschädigter Heizdraht nicht reparieren, da er ja zwischen zwei Scheiben liegt. Vor Beschädigung durch Spitzes oder Scharfes im Innenraum sind die Drähte aber geschützt.

Die Heckscheibenheizung in der Variante „Draht zwischen zwei Verbundglasscheiben“ tauchte erstmals im Januar 1964 als Code 248 in den Aufpreislisten der Daimler-Benz AG auf. Auf Oldtimertreffen bekommt man eine solche heizbare Heckscheibe auch heute noch gelegentlich zu sehen.
Die Stromversorgung beider Varianten erfolgt aus dem Bordnetz. Eine durchschnittliche Heckscheibenheizung hat eine Leistung von ca. 150 W. Der dauerhafte Betrieb der Heckscheibenheizung ist (bei einem angenommenen Ottomotor-Wirkungsgrad von 27 % und einem Wirkungsgrad der Lichtmaschine von 50 %) bei 100 km/h mit einem Kraftstoffmehrverbrauch von ungefähr 0,13 Litern pro 100 Kilometer verbunden, da die Lichtmaschine eine höhere Leistung erbringen muss. Aus diesem Grund verfügen viele Heckscheibenheizungen über eine zeitgesteuerte Abschaltautomatik.

## Frontscheibenheizung
Auch Frontscheiben können beheizt werden. Dabei werden in der Regel Scheiben mit sehr dünnen eingelassenen Drähten verwendet, um die Sicht so wenig wie möglich zu beeinträchtigen. Anbieter für diese Zusatzausstattung ist beispielsweise Ford oder Renault im Twizy. Im militärischen Bereich verfügt z. B. das MARS-Raketenwerferfahrzeug über beheizbare Frontscheiben. Auch bei einem Unimog der neuesten Generation kann eine Frontscheibenheizung eingebaut werden.

## Fachliteratur
- Rudolf Hüppen, Dieter Korp: Autoelektrik alle Typen. 7. Auflage, Motorbuchverlag, Stuttgart 1972, ISBN 3-87943-059-4